# Warszawskie dzieci

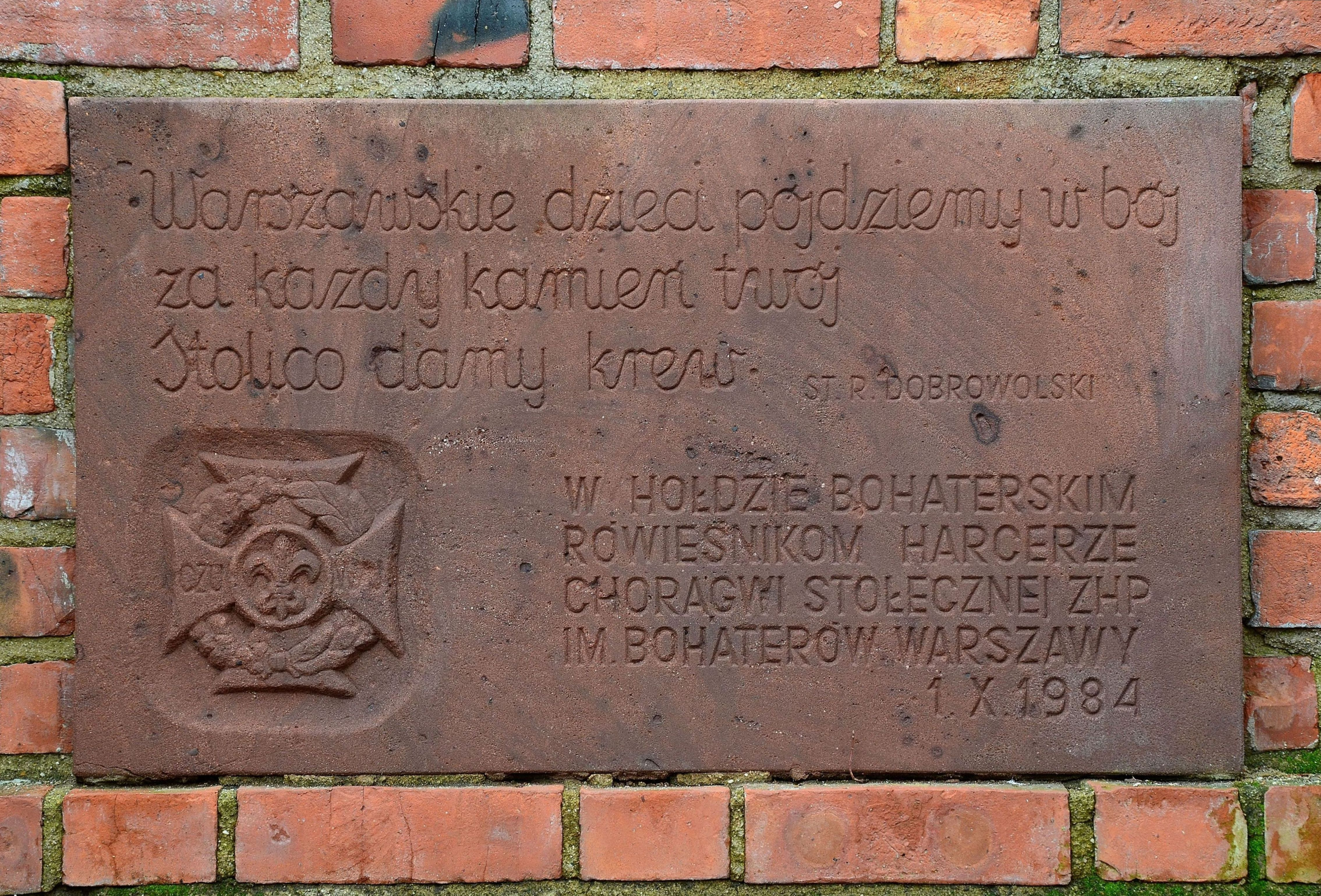
Un extrait des paroles de la chanson sur la plaque à côté du monument du Petit Insurgé, à Varsovie.

Warszawskie dzieci (« Enfants de Varsovie ») une chanson polonaise composée en 1944, avec des paroles de Stanisław Ryszard Dobrowolski sur une musique d'Andrzej Panufnik ; il s'agit de l'une des chansons populaires de l'Insurrection de Varsovie.

## Origine et signification
La chanson a été composée le 4 juillet 1944 et enregistrée le 1er août 1944 pour la station de radio Błyskawica et diffusée pour la première fois le 8 août 1944 ; elle devient vite, avec laVarsovienne de 1831, l’une des chansons les plus populaires de l'Insurrection de Varsovie. Le titre de la chanson fait directement référence à la première unité de l’armée polonaise créée en novembre 1918 dans la capitale : le 21e régiment d'infanterie « Enfants de Varsovie » (21 Pułk Piechoty „Dzieci Warszawy”) et le texte fait référence à l'Insurrection de Varsovie.

## Autres informations
- Un extrait des paroles de la chanson a été placé sur une plaque commémorative à côté du monument du Petit Insurgé à Varsovie[1].
- Un fragment de la version originale de la chanson sous forme de refrain a été utilisé à la fin de la chanson par le groupe hip-hop Hemp Gru intitulé 63 jours de gloire (inclus sur l'album Droga de 2009), dédié à l'Insurrection de Varsovie.
- Des fragments de la chanson ont été utilisés dans la chanson du groupe slovène Laibach sous le même titre. L'album[2] de trois chansons est sorti à la demande du Centre national de la culture grâce aux fonds du ministère de la Culture et du Patrimoine national dans le cadre de la célébration du 70e anniversaire de anniversaire de l'Insurrection de Varsovie.